# El Racó Fosc (l'Estany)

El Racó Fosc, respecte del terme de l'Estany

El Racó Fosc és un coster i una obaga del terme municipal de l'Estany, a la comarca del Moianès.
És a la zona nord-est del terme, al nord-oest de la Quintana de Senties, en el vessant nord-est del Serrat de la Creu de Senties. És a llevant de Cal Noè i del Collet de Malloles.